# Douglas megye (Missouri)
Douglas megye az Amerikai Egyesült Államokban, azon belül Missouri államban található. Megyeszékhelye és legnagyobb városa Ava. Lakosainak száma 11 578 fő (2020. április 1.). Douglas megye Wright, Texas, Ozark, Webster, Howell, Christian és Taney megyékkel határos.

## Népesség
A megye népességének változása:
| Lakosok száma | 13 648 | 13 640 | 13 637 | 13 515 | 13 373 | 11 578 |
|               | 2010   | 2011   | 2012   | 2013   | 2015   | 2020   |